# حرا السواد
حرا السواد یک کوه و آتشفشان در یمن است که در یمن واقع شده‌است. حرا السواد ۱٬۷۳۷ متر بالاتر از سطح دریا واقع شده‌است.